# Biscari-Massaker
Das Biscari-Massaker war ein Kriegsverbrechen durch US-amerikanische Truppen während des Zweiten Weltkrieges im Rahmen der alliierten Operation Husky, der Eroberung Siziliens, bei dem im Juli und August 1943 76 wehrlose italienische und deutsche Kriegsgefangene (74 italienische und 2 deutsche) bei Biscari auf Sizilien getötet wurden. 36 kriegsgefangene italienische Soldaten wurden auf Befehl des Kompaniechefs der C Company, 1. Battalion, 180. Infanterie-Regiment, 45. Infanterie-Division der US-Armee, Captain John T. Compton von einem Erschießungskommando kurz nach der Gefangennahme erschossen.
Am selben Tag erschoss Sergeant Horace B. West 35 italienische und zwei deutsche Kriegsgefangene.
Das Kriegsverbrechen sollte von den Verantwortlichen vertuscht werden, gleichwohl kam es zu einem Kriegsgerichtsprozess gegen die beiden amerikanischen Soldaten. Compton wurde freigesprochen. Er fiel am 8. November 1943 auf dem italienischen Festland. West wurde degradiert und zu einer lebenslangen Haftstrafe verurteilt. Im November 1944 wurde die Reststrafe erlassen, West kämpfte im Rang eines Private und wurde nach Kriegsende ehrenhaft aus der Armee entlassen. Beide Angeklagten hatten sich auf Befehle ihres Vorgesetzten, General George S. Patton, berufen. Zwischen General Omar Bradley und General Patton war es bezüglich des Umgangs mit diesem Verbrechen zu einem Disput gekommen. Patton hatte später in sein Tagebuch geschrieben:

“I told Bradley that it was probably an exaggeration, but in any case to tell the Officer to certify that the dead men were snipers or had attempted to escape or something, as it would make a stink in the press and also would make the civilians mad. Anyhow, they are dead, so nothing can be done about it.”

„Ich sagte Bradley, dass es sich wahrscheinlich um eine Übertreibung handle, aber in jedem Fall solle dem Offizier gesagt werden, dass er bestätigen solle, dass die toten Männer Scharfschützen gewesen seien oder versucht hätten zu fliehen oder so etwas, denn die Presse könnte Ärger machen und damit auch die Zivilisten verrückt machen. Jedenfalls wären sie jetzt tot, und dagegen könne sowieso nichts mehr getan werden.“